# Главное — любить
«Главное — любить» (фр. L'important c'est d'aimer) — фильм Анджея Жулавского. Экранизация романа «Американская ночь» Кристофера Франка. В основе сюжета — трагический любовный треугольник из неудачливой актрисы Надин (Роми Шнайдер), её мужа (Жак Дютрон) и влюбившегося в Надин на съёмочной площадке фотографа Серве (Фабио Тести).
Фильм пользовался большим успехом во Франции. В 1976 году Роми Шнайдер получила премию «Сезар» за лучшую женскую роль.

## Сюжет
Карьера немолодой актрисы Надин Шевалье (Роми Шнайдер) давно пошла на спад. Ей достаются роли лишь в малобюджетных фильмах, иногда в софт-порно. Во время съёмки одного из фильмов Надин не удаётся сыграть финальную сцену, в которой она должна признаться в любви лежащему в луже крови партнёру — в этот момент её фотографирует Серве Мон (Фабио Тести), тайком проникший на съёмочную площадку. Серве — фотограф, вынужденный ради погашения долга своего отца иногда заниматься съёмкой порнографии для Мазелли (Клод Дофен), пожилого бандита, зарабатывающего ростовщичеством и шантажом.
Надин замужем, однако влюблённого в неё Серве это не останавливает. По совету своего друга Рамона (Мишель Робен), спившегося сценариста, он покупает для Надин роль Леди Анны в авангардной театральной постановке шекспировского «Ричарда III», заняв крупную сумму у Мазелли. Увидев Серве в зале во время репетиции, Надин догадывается, каким образом ей внезапно досталась роль в спектакле.
К Жаку (Жак Дютрон), своему мужу, Надин испытывает лишь чувство благодарности за то, что несколько лет назад он спас её от наркотической зависимости. Жак внешне никак не проявляет ревности, пряча её за демонстративно шутовским поведением. Роль в спектакле не способствует карьере Надин — после премьеры он получает разгромную рецензию. Циммер (Клаус Кински), богатый немецкий актёр, игравший Ричарда в спектакле, перед отъездом из Франции оставляет Серве чек на большую сумму, достаточную для покрытия его долга, но Серве отдаёт чек Надин в присутствии мужа. Осознавая неизбежность ухода Надин, Жак совершает самоубийство, приняв смертельную дозу сильнодействующего лекарства. Проводив подавленную Надин домой, Серве отправляется снимать очередную фотосессию для Мазелли, но затем отказывается дальше работать на него. Мазелли напоминает о долге и через десять дней находит Серве в доме Надин. Фотограф отдаёт ему чек, но люди Мазелли жестоко избивают Серве. Надин, вернувшись домой, обнаруживает лежащего в луже крови Серве, и говорит, что любит его.

## В ролях
| Актёр                | Роль                               |
| -------------------- | ---------------------------------- |
| Роми Шнайдер         | Надин Шевалье                      |
| Фабио Тести          | Серве Мон                          |
| Жак Дютрон           | Жак Шевалье                        |
| Клод Дофен           | Мазелли                            |
| Роже Блен            | отец Серве                         |
| Габриэль Дульсе      | Мадам Мазелли                      |
| Мишель Робен         | Рамон Лапад                        |
| Ги Мересс            | театральный режиссёр Лоран Мессала |
| Клаус Кински         | Карл-Хайнц Циммер                  |
| Катя Ченко           | проститутка                        |
| Николетта Макиавелли | Люс жена Лапада                    |
| Пол Бисцилиа         | ассистент режиссёра                |

## Награды и номинации
| Год  | Фестиваль                | Категория / Награда                               | Номинанты           | Результат |
| ---- | ------------------------ | ------------------------------------------------- | ------------------- | --------- |
| 1976 | Кинопремия «Сезар»       | Премия «Сезар» за лучшую женскую роль             | Роми Шнайдер        | Победа    |
| 1976 | Кинопремия «Сезар»       | Премия «Сезар» за лучший монтаж                   | Кристиана Лэк       | Номинация |
| 1976 | Кинопремия «Сезар»       | Премия «Сезар» за лучшие декорации                | Жан-Пьер Кою-Свелко | Номинация |
| 1975 | Кинофестиваль в Таормине | Лучшая женская роль                               | Роми Шнайдер        | Победа    |
| 1975 | Кинофестиваль в Таормине | Премия «Золотая Харибда» (англ. Golden Charybdis) | Анджей Жулавский    | Номинация |